# Spearville
Spearville è una città degli Stati Uniti d'America, nella contea di Ford, nello Stato del Kansas.